# Trierer Goldmünzenschatz

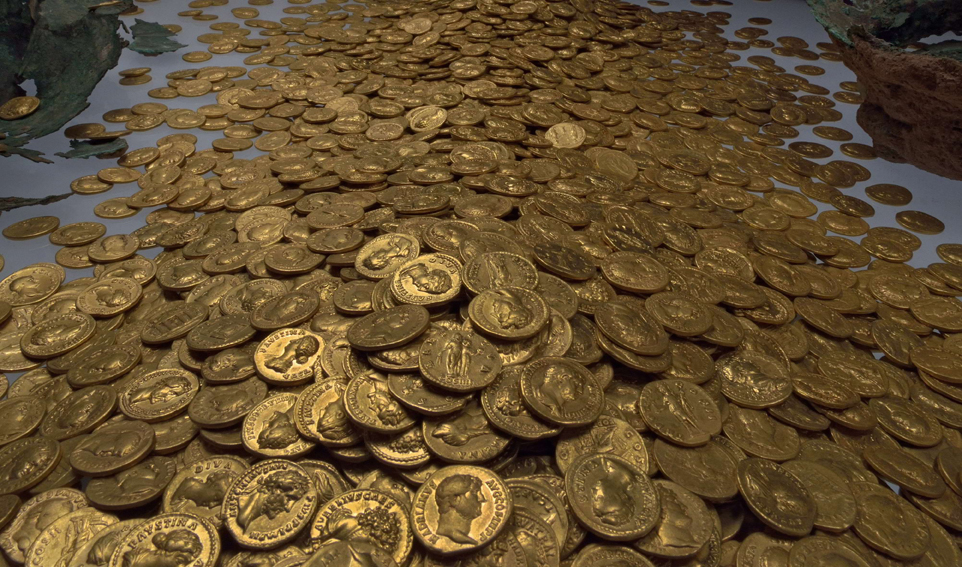
Präsentation des Trierer Goldmünzenschatzes im Rheinischen Landesmuseum

Der Trierer Goldmünzenschatz wurde 1993 bei Bauarbeiten in der Nähe der Feldstraße in Trier entdeckt. Er umfasst 2650 Aurei mit einem Gesamtgewicht von rund 18,5 Kilogramm und ist damit der größte Hortfund von Goldmünzen der römischen Kaiserzeit. Mehr als 99 Prozent der römischen Münzen wurden zwischen den Jahren 63 und 168 n. Chr. geprägt, dies entspricht rund einem Zehntel aller bisher bekannten Aurei aus diesem Zeitraum.  Heute zählt der Schatz zu den herausragenden Exponaten im Rheinischen Landesmuseum Trier.
Der nominelle Wert des Schatzes, genauer seines Goldanteils, beträgt im Dezember 2023 etwa 1,217 Millionen US-Dollar (etwa 1,106 Millionen Euro). Als Artefakt der Antike ist sein ideeller Wert, wie der aller archäologischen Funde dieser Art, unbezahlbar.

## Fundgeschichte
1993 wurde auf dem Grundstück eines Krankenhauses an der Trierer Feldstraße mit dem Bau eines neuen Parkdecks begonnen. Parallel zu den Ausschachtungsarbeiten untersuchten Archäologen des Landesmuseums das Gelände und legten Mauerreste und Kellergewölbe einer römischen Insula frei.

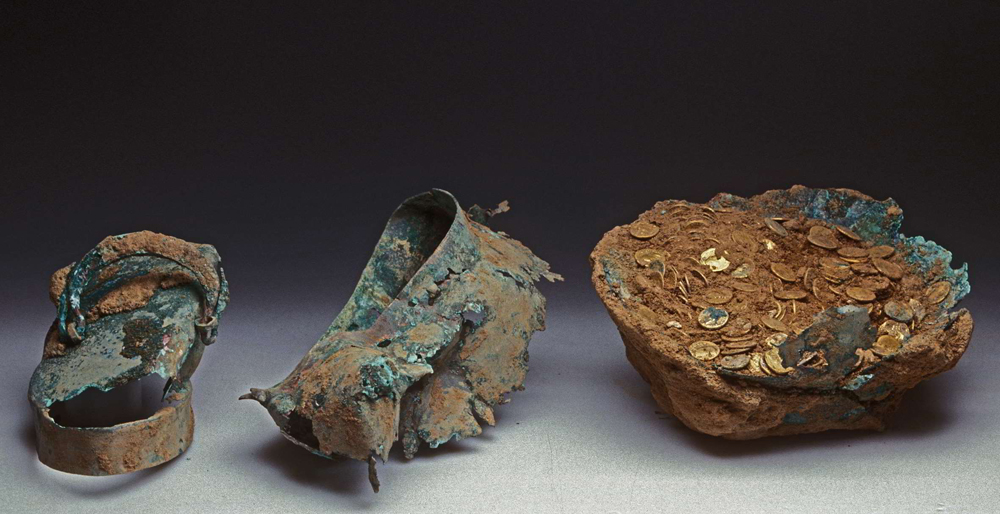
Der auseinandergerissene Bronzekessel kurz nach dem Fund mit den im unteren Teil verbliebenen Aurei

Am Nachmittag des 9. September 1993 waren es jedoch Hobby-Münzsammler, die auf der Baustelle zunächst einzelne Goldmünzen in dem Erdaushub eines Baggers entdeckten. In der Hoffnung auf weitere Funde kehrte einer der Sammler abends mit einem Metalldetektor zur Baugrube zurück und stieß schon nach kurzer Zeit auf einen „Goldhaufen“ mit 1389 Aurei, die durch Korrosion und Lehm zum Teil zusammengebacken waren. Schließlich entdeckte er in einem L-förmigen Kellerraum der Insula den unteren Teil eines Bronzegefäßes, in dem sich weitere 561 Goldmünzen befanden. Bei dem Gefäß, das am Nachmittag offenbar von dem Bagger auseinandergerissen worden war, handelte es sich um den ursprünglichen Aufbewahrungsort des Hortes. Der Finder transportierte die Münzen in einem Eimer und einer Plastiktüte zu seinem Auto und fuhr damit zunächst nach Hause, lieferte den Schatz jedoch am nächsten Morgen beim Rheinischen Landesmuseum ab.
Ein weiterer Fundort befand sich am Trierer Hotel Kockelsberg, wo der Erdaushub aus der Feldstraße als Füllmaterial zur Herrichtung eines Parkplatzes verwendet werden sollte. Nachdem sie die ersten Münzen an der Feldstraße entdeckt hatten, folgten einige Hobbysammler einem Lkw, der den Abraum zum Kockelsberg transportierte. Dort machte das Gerücht um einen Schatzfund schnell die Runde und noch am Nachmittag des 9. September beteiligten sich Bauarbeiter, Lkw-Fahrer und Hotelgäste an der Suche, die mehr als 400 Aurei erbrachte. Auch der obere Teil des Bronzegefäßes fand sich am Hotel Kockelsberg. Letztlich übergaben 19 Personen 2518 römische Goldmünzen an die Forschung, wobei „sicher einzelne seltene Prägungen dem Museum vorenthalten“ wurden. Der ursprüngliche Gesamtbestand wird auf 2650 Aurei geschätzt.

## Historischer Hintergrund
Ob es sich bei dem Trierer Goldschatz um privaten Besitz oder staatliche Gelder handelte, kann nicht mit Sicherheit bestimmt werden. Die enorme Summe – 2650 Aurei entsprechen 265.000 Sesterzen, während zum Beispiel das Jahreseinkommen des in Trier (römischer Name Augusta Treverorum) residierenden Finanzprokurators der Provinzen Gallia Belgica, Germania superior und Germania inferior bei 200.000 Sesterzen lag – wie auch die Art der Aufbewahrung deuten jedoch eher auf ein staatliches oder militärisches Depot hin, dem immer wieder Summen entnommen und hinzugefügt wurden. Spekuliert wird auch über einen Zusammenhang mit dem Trierer Asclepiustempel, der sich in unmittelbarer Nachbarschaft des Fundorts befand.
Die jüngsten Münzen des Trierer Hortes wurden in den Jahren 193 bis 196 n. Chr. geprägt. Diese Jahreszahlen legen einen Zusammenhang mit dem Bürgerkrieg zwischen Kaiser Septimius Severus und seinem Konkurrenten Clodius Albinus in der Folge des Zweiten Vierkaiserjahres nahe. Trier wurde 196 von Truppen des Clodius Albinus belagert, aber nicht erobert. Zu vermuten ist, dass der Besitzer oder Verwalter des Hortes ein Parteigänger des Clodius war und nach dessen Niederlage überstürzt aus der Stadt fliehen musste oder verhaftet wurde und den Säuberungsmaßnahmen des Septimius Severus zum Opfer fiel. Jedenfalls hatte er später offenbar keine Gelegenheit mehr, die Münzen wieder aus ihrem Versteck unter der Kellersohle der Insula an der heutigen Feldstraße zu heben.

## Aufbewahrung
Die Aurei des Trierer Schatzes befanden sich ursprünglich in einem bauchig geformten, rund 25 Zentimeter hohen Bronzekessel, der bei den Ausschachtungsarbeiten für das Parkdeck von einer Baggerschaufel in zwei Teile zerrissen wurde. Das Gefäß war verschließbar durch einen ebenfalls abgetrennt aufgefundenen Stülpdeckel mit Henkelgriff. Die Münzen wurden nicht einzeln in den Bronzekessel abgelegt, sondern waren in mindestens zwei Ledersäckchen verpackt, von denen noch Reste vorhanden waren. Die Anordnung der Münzen zum Zeitpunkt des Fundes deutet außerdem darauf hin, dass sie in Rollen deponiert wurden.

## Zusammensetzung

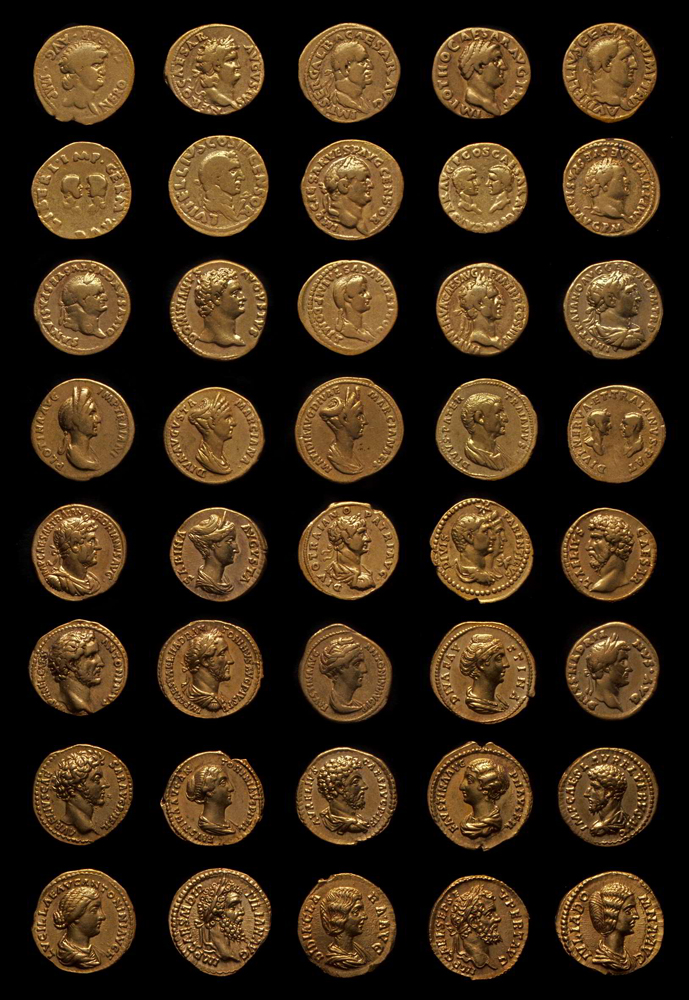
Münzreihe mit den im Schatz vertretenen Kaisern und Mitgliedern des Kaiserhauses

Mehr als 96 Prozent der Münzen des Trierer Goldschatzes wurden in Rom geprägt, der Rest in Lyon. Sie weisen mit 99,05 Prozent im Schnitt einen sehr hohen Feingehalt auf. Der Schatz enthält zudem rund 80 zuvor unbekannte Münztypen und -varianten.
Es sind insgesamt 29 verschiedene Kaiser, Kaiserinnen oder Verwandte des Kaiserhauses abgebildet, wobei Prägungen von Nero (866 Münzen) und Vespasian (819 Münzen) mit Abstand am häufigsten vorkommen. Diese Zusammensetzung des Schatzes entspricht anderen Hortfunden und hängt mit diversen Münzreformen zusammen. Im Jahre 64 n. Chr. wurde unter Nero ein leichterer Münzfuß eingeführt. Die alten, schwereren Aurei wurden nach und nach aus dem Verkehr gezogen und mussten durch einen erhöhten Ausstoß der leichteren Aurei ersetzt werden. So erklärt sich, dass die unter Nero und Vespasian geprägten Münzen bis ins zweite Jahrhundert den Münzumlauf bestimmten. Auch die Zäsur der Trierer Münzreihe in den Jahren 82 bis 99 n. Chr. ist charakteristisch, da unter den in diesen Jahren regierenden Kaisern Domitian und Nerva vorübergehend wieder schwerere Münzen geprägt wurden. Trajan kehrte wieder zum leichteren Münzfuß zurück und ließ seinerseits die domitianischen Münzen einziehen und einschmelzen. Da der Anteil schwerer Aurei im Trierer Schatzfund nur sehr gering ist, kann man darauf schließen, dass der Hort ab der Mitte des zweiten Jahrhunderts angehäuft worden ist, als kaum noch Prägungen des Domitian oder gar aus der Zeit vor der neronischen Reform in Umlauf waren.
Nach 167/168 n. Chr. bricht die Trierer Münzreihe abrupt ab. Als Grund hierfür wird die Antoninische Pest vermutet. Auch in Trier verbreitete die Pandemie offenbar „soviel Angst und Furcht in der Bevölkerung, dass der Besitzer oder Verwalter des Schatzes den Bronzekessel nach 167/168 in aller Eile vergraben hatte.“  Womöglich floh er sogar aus der Stadt und holte die Barschaft Jahre später bei seiner Rückkehr wieder aus dem Versteck. Nach dieser Zäsur wurden nur noch sechs weitere Münzen aus den Jahren 193 bis 196 hinzugefügt.

## Versuchter Diebstahl im Jahr 2019
In den frühen Morgenstunden des 8. Oktober 2019 brachen Unbekannte in das Rheinische Landesmuseum Trier ein und versuchten das Panzerglas der Vitrine mit dem Goldmünzenschatz darin zu zerschlagen, um diesen zu entwenden. Der Versuch scheiterte und den Tätern gelang die Flucht vor der eintreffenden Polizei. Nach den unbekannten Verantwortlichen wurde daraufhin gefahndet.
Aufgrund der Schaffung neuer Sicherungsmaßnahmen war ursprünglich geplant, den Goldmünzenschatz im Frühsommer 2020 für die Öffentlichkeit wieder zugänglich zu machen, jedoch wurde dieser Termin aufgrund der Umstände der COVID-19-Pandemie in Deutschland auf Ende des Jahres 2020, dann anschließend wegen des Umbaus des Münzkabinetts zuerst auf den Sommer des Jahres 2021 und letztlich auf Frühjahr 2022 verschoben.
Im Mai 2021 wurde bekannt, dass bereits im Dezember 2020 ein Verdächtiger aus den Niederlanden an Deutschland ausgeliefert worden war. Von ihm wurde eine DNA-Spur am Tatort gefunden. Die Anklage lautete auf gemeinschaftlich begangenen versuchten Diebstahl im besonders schweren Fall. Der geständige Mann wurde im August 2021 wegen seiner Beteiligung an der Tat zu drei Jahren Haft verurteilt. Von den anderen Tätern, mindestens zwei weiteren, fehlt bislang weiterhin jede Spur.